# Family Blood
Family Blood é um filme de terror americano de 2018, dirigido por Sonny Mallhi e escrito por Nick Savvides e Mallhi. É estrelado por Vinessa Shaw, James Ransone, Colin Ford, Ajiona Alexus, Carson Meyer, France Jean-Baptiste e Eloise Lushina.
A Blumhouse Productions e a Gunpowder & Sky lançaram o filme em um lançamento limitado em 16 de março de 2018 e mais tarde lançado na Netflix em 4 de maio de 2018.

## Enredo
Uma drogada em recuperação se muda para uma nova cidade e sua vida muda quando ela encontra um homem que lhe obriga as crianças a aceitar uma nova versão dela.

## Elenco
- Vinessa Shaw como Ellie
- James Ransone como Cristóvão
- Colin Ford como Kyle
- Ajiona Alexus como Meegan
- Carlos Meyer como Kristen
- França Jean-Baptiste como a Sra Jensen
- Eloise Lushina como Amy

## Produção
As filmagens do filme, que começou em outubro de 2016, em Louisville, Kentucky.